# Saab 21
SAAB 21 là một mẫu máy bay tiêm kích/cường kích của Thụy Điển, do hãng SAAB chế tạo.

## Biến thể

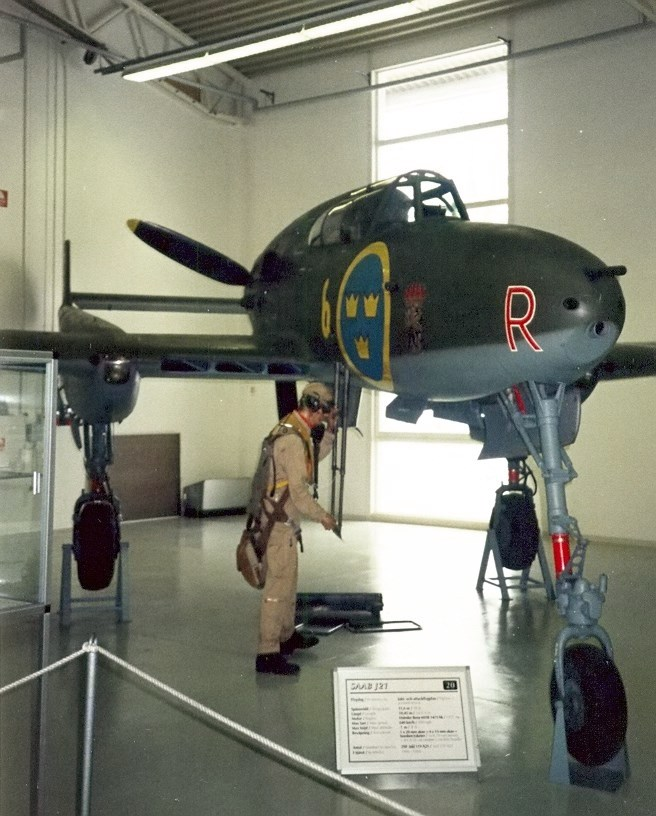
Saab A 21A-3

J 21A-1
J 21A-2
A 21A-3
J 21B

## Quốc gia sử dụng
Thụy Điển
- Không quân Thụy Điển

## Tính năng kỹ chiến thuật (Saab 21A-3)
Dữ liệu lấy từ "A Fork-Tailed Swede.", Combat Aircraft since 1945
Đặc điểm tổng quát
- Kíp lái: 1
- Chiều dài: 10,45 m (34 ft 3 in)
- Sải cánh: 11,6 m (38 ft 0 in)
- Chiều cao: 3,97 (13 ft 0 in)
- Diện tích cánh: 22,2 m² (238,87 ft²)
- Trọng lượng rỗng: 3.250 kg (7.165 lb)
- Trọng lượng có tải: 4.150 kg (9.149 lb)
- Trọng lượng cất cánh tối đa: 4.413 kg (9.730 lb)
- Động cơ: 1 × Daimler-Benz DB 605B, do SFA chế tạo, kiểu động cơ V12 tăng áp, làm mát bằng chất lỏng, 1.085 kW (1.455 hp / 1.475 PS)

 Hiệu suất bay 
- Vận tốc cực đại: 640 km/h (343 knot, 398 mph)
- Vận tốc hành trình: 495 km/h (265 knot, 308 mph)
- Tầm bay: 750 km (466 mi)
- Trần bay: 11.000 m (36.090 ft)
- Vận tốc lên cao: 15 m/s (2.950 ft/phút)

Trang bị vũ khí

- 1× pháo Hispano-Suiza HS.404 hoặc Bofors 20 mm
- 4× súng máy Colt do Bofors chế tạo 13 mm
- Bom và rocket